# Кубок України з гандболу серед чоловіків 2021—2022
Кубок України з гандболу 2021-2022 — гандбольний турнір за Кубок України серед українських чоловічих команд. Проводився вдванадцяте після відновлення у 2010 році.. Турнір мав складатися з двох раундів та фіналу чотирьох.
Жеребкування пар-учасників 1/8 фіналу відбулось 22 січня 2022 року. Команди були розділені у 2 „кошики“. До першого потрапили команди Суперліги, окрім запорізького «Мотора» — чинного володара Кубка України, який мав приєднатись до боротьби у 1/4 фіналу. До другого — вісім команд Вищої ліги. Вищолігова команда «УДХТУ» (Дніпро) знялась з розіграшу і в жеребкуванні з допомогою генератора випадкових чисел участі не брала. 
Згідно з регламентом, у першому та другому раунді команди-суперники проводять між собою два матчі, по одному на майданчику кожного з суперників, перший матч проводиться на майданчику команди, яка вказана першою. За домовленістю можливе проведення обох матчів на майданчику однієї з команд. Учасниками «фіналу чотирьох» стануть переможці у парах чвертьфіналістів. Перед кожним з етапів проводиться жеребкування. «Фінал чотирьох» проводитиметься він на одному майданчику протягом двох днів. Переможці в своїх парах у другий день змагань проводять матч за Кубок України, а команди, що зазнали поразки — матч за третє місце. Володар Кубку України отримує право на участь в розіграші Європейського Кубка.
У зв’язку з повномасштабною російсько-українською війною, введенням на всій території Україні воєнного стану розіграш Кубка України з гандболу було скасовано, володаря Кубка України в цьому сезоні визначено не було.

## 1/8 фіналу
19, 20, 26, 27 лютого 2022 р. 
«ХНУ-ДЮСШ-1» (Хмельницький) — «Карпати-ШВСМ» (Ужгород)
«ХАІ-ФГХО» (Харків) — «Одеса» (Одеса) 23:39;
«RGM Group-СумДУ» (Суми) — «ЦСКА-ШВСМ»(Київ)
«Динамо-Академія» (Полтава) — «Академія гандболу» (Запоріжжя-Луганщина)
«ДЮСШ ім. Лагутіна» (Запоріжжя) — «Мотор-Політехніка» (Запоріжжя) -:+ 
СГК «Суми» (Суми) — «Донбас» (Донеччина)
«Одеса-2» (Одеса) — «СКА-Львів» (Львів) 33:19;